# Ärkebiskopsgården i Malmö

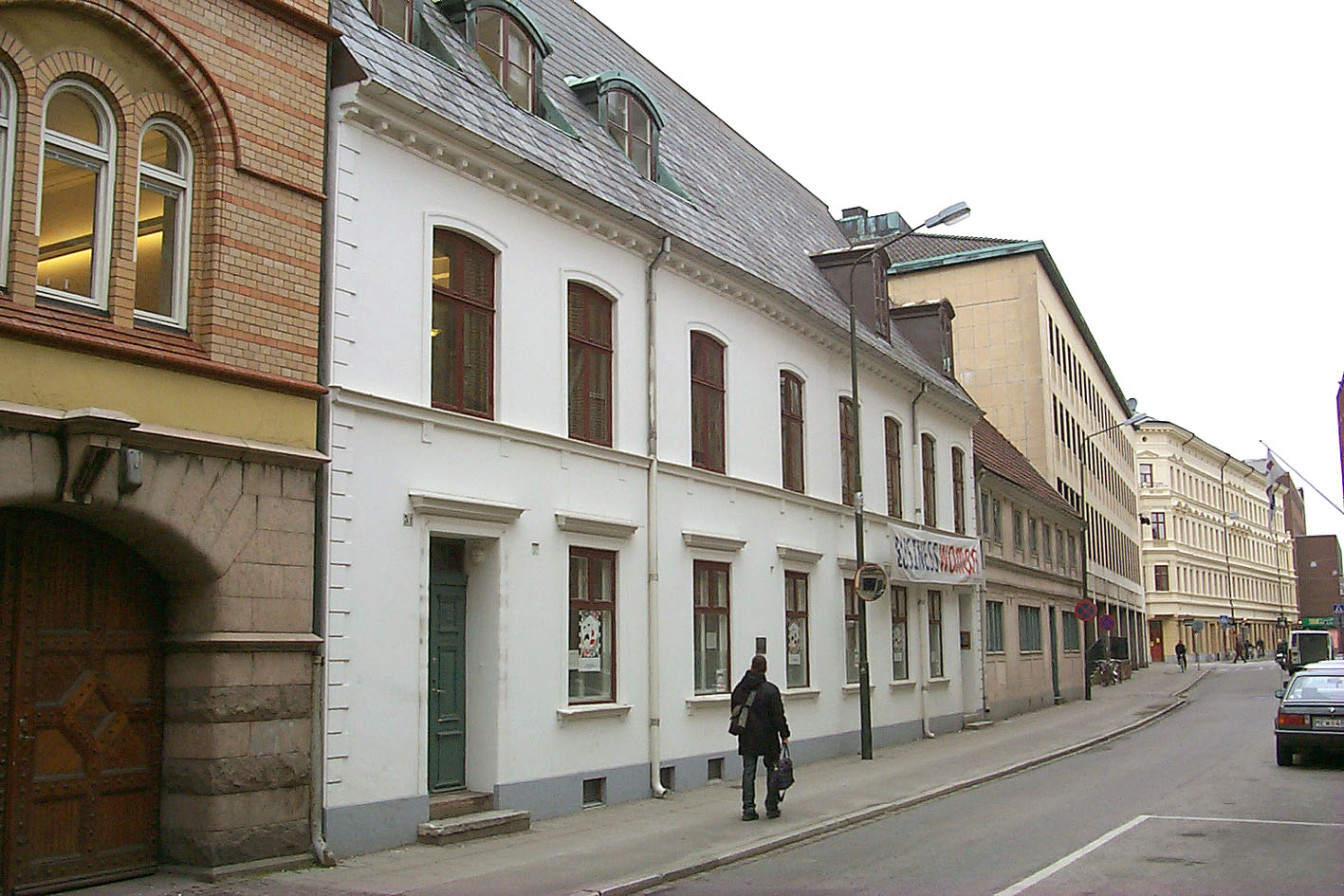
Ärkebiskopsgården vid Kalendegatan.

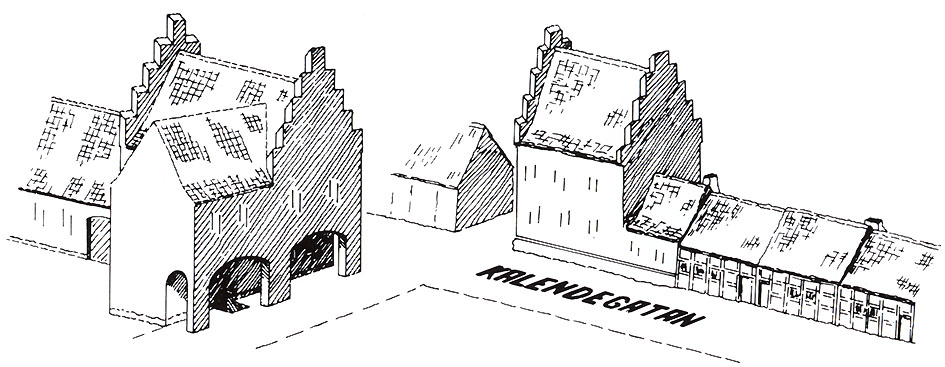
Rekonstruktion av den medeltida närmiljön. Till höger det alltjämt existerande Kalendehuset från tidigt 1300-tal.

Ärkebiskopsgården i Malmö är en medeltida gård där endast det tegelmurade huset ut mot Kalendegatan delvis bevarats. Byggnaden består av källare med trätak samt två våningar. Som framgår av rekonstruktionsskissen låg huset under medeltiden som en hörnbyggnad mot en i dag försvunnen tvärgata till Kalendegatan. Byggnaden är troligtvis från 1400-talet. Den omtalas första gången 1498 och ägdes då av ärkebiskop Birger i Lund. Strid om egendomen hade dock uppstått mellan denne och riddaren Niels Hack på Häckeberga. Niels lät därför detta år bryta sig in i huset och i den rättsprocess som följde finns en detaljerad beskrivning av såväl gård som inventarier i huset.

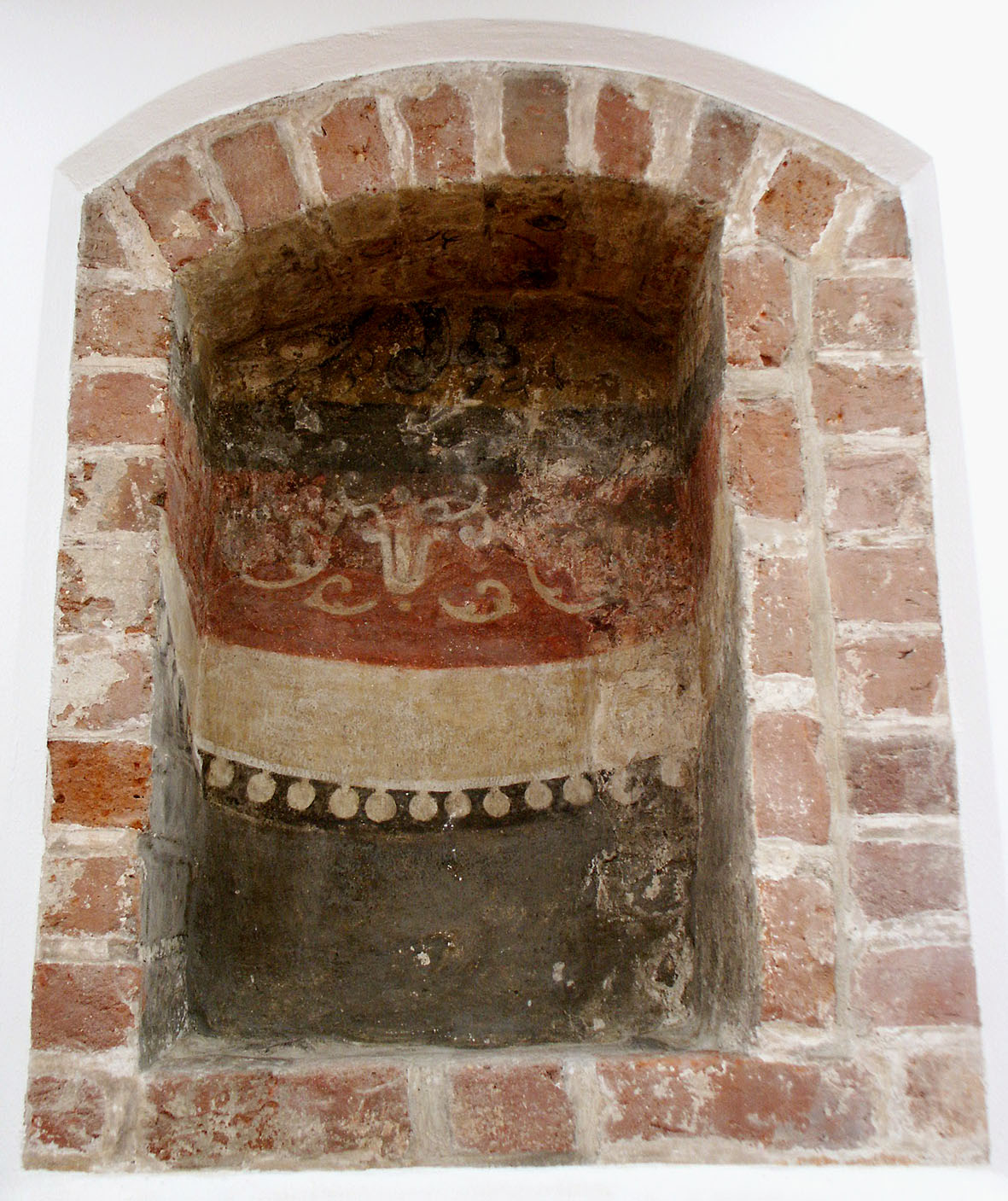
Äldre målning i medeltida väggnisch.

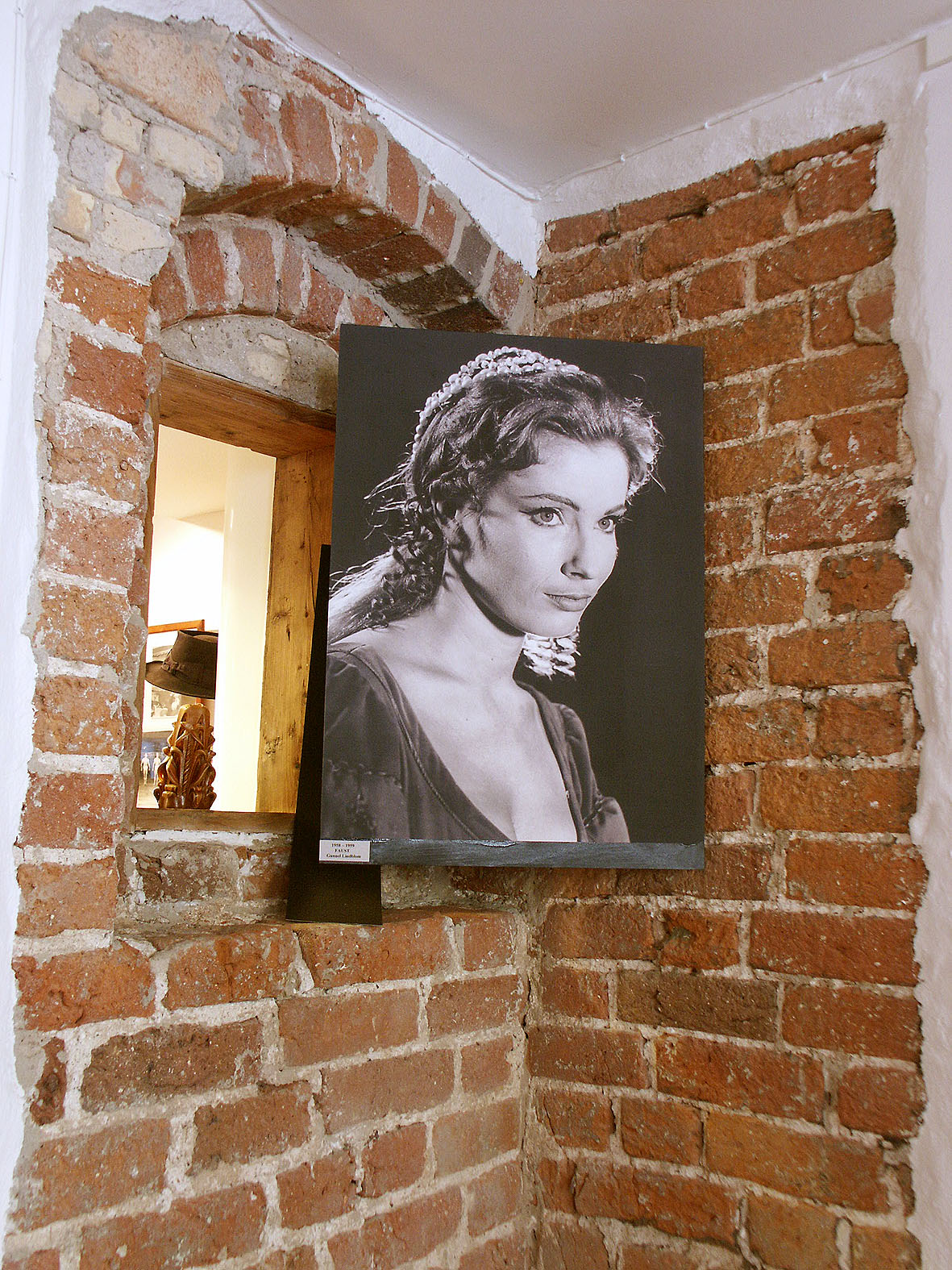
Medeltida fönsteröppning i Teatermuseet.

Vid ombyggnadsarbeten 1953 kunde fragment av äldre väggmålningar friläggas. Vid en restaurering 1973 kunde stora delar av husets medeltida murverk friläggas och undersökas. I dag inryms Malmö teatermuseum för scen- och manegekonst i Malmö i den gamla byggnaden.